# Trypanosyllis brevicirrata
Trypanosyllis brevicirrata är en ringmaskart som beskrevs av Uschakov 1950. Trypanosyllis brevicirrata ingår i släktet Trypanosyllis och familjen Syllidae. Inga underarter finns listade i Catalogue of Life.